# Arthur Kohl
Arthur Kohl (São Paulo, 20 de dezembro de 1948) é um ator e artista plástico brasileiro, que atua no teatro, cinema e televisão.

## Carreira
Neto dum alemão, tornou-se conhecido do grande público em 1991 quando participou de um comercial ao lado de Wandi Doratiotto. O produto que estavam representando era a Brastemp e contou com a direção de Fernando Meirelles. O Comercial era aquele que dizia: "Não é assim uma Brastemp..." e teve criação da agência Talent.
A dupla já era amiga há mais de uma década. A união artística entre os dois já tinha se dado por ocasião dos shows do grupo musical Premeditando o Breque, o Premê, que trabalhava no início dos anos oitenta com uma dupla de atores que completava os espetáculos com interferências humorísticas. Um dos atores era o Arthur Kohl e o outro era o Renato Caldas.
Enquanto Wandi Doratiotto se dedicava quase que integralmente ao conjunto Premê, compondo e cantando, a dupla Arthur Kohl e Renato Caldas ia montando seus espetáculos de humor. Um deles era "Os Alces", com esquetes curtas criadas por eles mesmos. Outro trabalho foi o de nome "Malditos Papéis".
A partir do sucesso do comercial, surgiu a ideia de montarem um espetáculo de música e humor, como é o caso de "Não mexe com quem tá quietinho". Convidaram Renato Caldas e montaram o espetáculo com criação e direção do trio.
Na televisão, participou do programa Rá-Tim-Bum da TV Cultura, em 1990, num quadro de contador de histórias. Na Manchete, atuou da minissérie Rosa dos Rumos (1990); E na Globo fez participações nos seriados Os Normais (2002) e "Malhação" (2006), da minissérie JK (2006) e da novela Páginas da Vida (2007).
No cinema, atuou participou nos filmes Mário (2000) e O Robô (1994).
Em 2008, fez uma participação no seriado Dicas de Um Sedutor, da Rede Globo.
Em 2009 integrou o elenco da minissérie Som & Fúria, de Fernando Meirelles, exibida pela Rede Globo.
Em 2012 foi o garoto-propaganda da Renault. Em 2013 e 2014, trabalha na produção original do GNT Três Teresas. É professor do curso gratuito preparatório para o ENEM no "Mande Bem no ENEM" e faz parte do elenco da famosa peça humorística Terça Insana.

## Filmografia

### Televisão
| Ano       | Título                             | Papel                                      | Nota                                                           |
| --------- | ---------------------------------- | ------------------------------------------ | -------------------------------------------------------------- |
| 1990-94   | Rá-Tim-Bum                         | Contador de Histórias / Vários Personagens | Quadros: "Contadores de Histórias" "Senta Que Lá Vem História" |
| 1990      | Rosa dos Rumos                     | Johannes Vandam                            |                                                                |
| 1994      | Castelo Rá-Tim-Bum                 | Mágico                                     | Episódio: "Mágicas Orelhudas"                                  |
| 1995      | Telecurso 2000                     | Vários Personagens                         |                                                                |
| 2002      | Os Normais                         | Dono do Banco                              | Episódio: "O Normal a Ser Feito"                               |
| 2005      | Mad Maria                          | King John                                  |                                                                |
| 2006      | JK                                 | General Henrique Teixeira Lott             |                                                                |
| 2006      | Malhação                           | Lourival                                   |                                                                |
| 2007      | Páginas da Vida                    | Juiz                                       | Episódios: "23–24 de fevereiro"                                |
| 2007      | Amazônia, de Galvez a Chico Mendes | Amigo de Gomes                             |                                                                |
| 2008      | Dicas de um Sedutor                | João                                       | Episódio: "Amor e Fantasia"                                    |
| 2009      | Som & Fúria                        | Franco                                     |                                                                |
| 2011      | Aline                              | Dono do Burger Rocket                      | Episódio: "Aline x Vera"                                       |
| 2011      | A Grande Família                   | Renato                                     | Episódio: "Bebel Vai à Luta"                                   |
| 2013      | Três Teresas                       | Nelson                                     | Episódios: "1", "5", "8" e "11"                                |
| 2015      | Mansão Bem Assombrada              | Barão Alfredo                              | Especial de fim de ano                                         |
| 2016-17   | A Garota da Moto                   | Bira                                       |                                                                |
| 2017      | O Homem da Sua Vida                | Padre Francisco                            |                                                                |
| 2018      | O Outro Lado do Paraíso            | Pai de Aline, ex-mulher de Gael            | Episódio: "10 de março"                                        |
| 2018      | O Mecanismo                        | Ex-Presidente João Higino                  |                                                                |
| 2018      | Assédio                            | Rui Ventura                                |                                                                |
| 2019      | Jezabel                            | Rei Onri de Israel                         | Episódio: "23 de abril"                                        |
| 2022-2023 | Família Paraíso                    | Alair Alcântara                            |                                                                |
| 2024      | A Caverna Encantada                | Professor Juscelino                        | Episódios: "29 de julho–1 de agosto"                           |
| 2025      | Jogo Cruzado                       | Jonas Montes Filho                         |                                                                |

### Cinema
| Ano  | Título                                  | Papel                  |
| ---- | --------------------------------------- | ---------------------- |
| 1984 | Os Adolescentes                         |                        |
| 1994 | O Robô                                  | Professor de Geometria |
| 2000 | Mário                                   |                        |
| 2008 | Os Desafinados                          | Dico                   |
| 2011 | Amanhã Nunca Mais                       |                        |
| 2012 | Xingu                                   |                        |
| 2016 | O Amor no Divã                          | Carlão                 |
| 2017 | Real: O Plano por Trás da História      | José Serra             |
| 2018 | Nada a Perder                           | Bispo Eloir            |
| 2019 | Eu Sou Mais Eu                          | Décio                  |
| 2020 | 10 Horas para o Natal                   | Seu León               |
| 2023 | A Menina Que Matou os Pais: A Confissão | Delegado Márcio        |

## Teatro
| Título                         |
| ------------------------------ |
| Os Alces                       |
| Malditos Papéis                |
| Não mexe com quem tá quietinho |
| Terça Insana (Atualmente)      |